# The 10th Kingdom
The 10th Kingdom ("Het Tiende Koninkrijk") is een televisiefilmserie uit 2000 van regisseurs David Carson en Herbert Wise. De serie won een Emmy Award in 2000.

## Verhaal
Prins Wendell, de kleinzoon van Sneeuwwitje en kroonprins van het Vierde Koninkrijk, is op weg naar de slechte koningin om een verzoek om vrijlating af te keuren. Relish de trollenkoning is bij de gevangenis om, gebruikmakend van speciale onzichtbaarheidsschoenen, zijn drie kinderen te bevrijden. De slechte koningin contacteert hem telepathisch en hij bevrijdt haar, in ruil voor de helft van het Vierde Koninkrijk. Prins Wendell wordt naar haar toe gebracht en een magische hond springt tegen hem op, waardoor ze van lichaam verwisselen. De prins, nu hond, ontsnapt door een oude reisspiegel naar het mythische Tiende Koninkrijk (in de gewone wereld bekend als New York). Relish stuurt zijn kinderen achter de hond aan en de koningin bevrijdt de weerwolf Wolf uit de gevangenis is ruil voor zijn medewerking, omdat ze hoopt dat deze betrouwbaarder en vooral slimmer is dan de trollen. Wolf gaat eveneens de spiegel door.
Virginia en haar vader Tony wonen in New York bij Central Park. Wanneer ze 's avonds laat door het park naar haar werk fietst, rijdt ze een hond aan. Ze noemt hem Prince, en beseft al snel dat hij een bijzondere hond is. Prince mag een nacht bij haar blijven maar moet het daarna zelf maar zien te redden. Ondertussen krijgen ze te maken met de trollen en met Wolf, die direct smoorverliefd op haar wordt. Dit is niet wederzijds; ze vindt hem maar een griezel en duwt hem zelfs het raam uit. Ondertussen gebruikt Tony een wensboon die hij van Wolf kreeg in ruil voor wat inlichtingen. Zoals dat zo vaak met wensen gaat denkt Tony hier echter niet bij na en heben de wensen bij-effecten, waardoor hij in problemen komt met de politie. De enige echt nuttige wens die Tony doet is dat hij Prince wil verstaan, hierdoor kan Prince via Tony met de groep communiceren. Terwijl Virginia de hond terugbrengt naar Central Park is Tony daar op de vlucht voor de politie, en met Wolf vluchten ze door de spiegel. Niet veel later volgen de drie trollen.
Het gezelschap komt bij de gevangenis, waar Tony en Prince gevangengenomen worden omdat Tony in de cel van de koningin wordt gevonden met haar hond. Virginia wordt door de drie trollenzonen ontvoerd. Wolf redt haar en ze gaan samen terug naar de gevangenis. De koningin wil het Huis White vernietigen en ze traint de hond in de gedaante van prins Wendell. Het lijkt erop dat ze de nepprins tot koning wil laten kronen om via hem het Vierde Koninkrijk te regeren en wraak te nemen op het Huis White. Ze gebruikt haar magische spiegels (overblijfselen van de moerasheks, de stiefmoeder van Sneeuwwitje) om de echte prins te zoeken en probeert Wolf hun identiteit prijs te geven, maar hij weigert.
Het viertal zoekt de spiegel, die uit de gevangenis is gehaald en door de ontsnapte dwerg Acorn is meegenomen. De trollen achtervolgen het gezelschap eveneens per boot. Ze achtervolgen Acorn per boot, waar Tony zijn vinger in de bek van de opgezette Gouden Vis steekt, zodat wat met die vinger wordt aangeraakt in goud verandert. Dit loopt mis wanneer Tony in een havenstadje Prince verdedigt tegen de drie trollen: niet alleen de trollen maar ook Prince verandert in goud door aanraking met Tony's betoverde vinger. In datzelfde stadje blijkt dat Acorn een rijtuig heeft gekocht en de spiegel heeft meegenomen. Tony, Wolf en Virginia volgen Acorn door een betoverd bos.
Relish de trollenkoning maakt inmiddels gebruik van het machtsvacuüm dat is ontstaan door het verdwijnen van Wendell, en valt het Vierde Koninkrijk binnen. Hij luistert niet naar de koningin die woedend tegen hem uitvalt dat hij zo het plan bederft. De andere acht Koninkrijken zullen immers militaire bijstand verlenen. De trollenkoning lacht de koningin echter in haar gezicht uit.
In het bos moet de groep het opnemen tegen de Jager, een trouw volgeling van de koningin met een nooitmissende kruisboog. Genade staat niet in zijn woordenboek, om zijn trouw te bewijzen en de magische boog te krijgen heeft hij eens zijn eigen zoon gedood. Daarbij wordt Virginia vervloekt door zigeuners omdat ze hun sprekende vogels bevrijd had. Hierdoor wordt haar haar enorm lang, en moeten ze deze vloek ontkrachten. De vogeltjes helpen hierbij omdat Virginia hen geholpen had. Uiteindelijk weten Tony en Wolf met een magische bijl de vloek te breken en de Jager tijdelijk uit te schakelen. In het bos komen ze Acorn tegen maar die heeft de spiegel inmiddels verkocht aan een rechter uit een boerengemeenschap. Wolf wil liever niet naar die gemeenschap: al die kippen, konijnen en provocerende herderinnetjes wakkeren zijn wolfneigingen aan, vooral nu het volle maan is.
Daar blijkt de spiegel de eerste prijs te zijn voor een jaarmarktwedstrijd. Deze wedstrijd wint de familie Peep altijd omdat zij stiekem het water van de magische bron hebben omgeleid, zodat de oorspronkelijke bron droogviel en de Peeps de beste producten hadden. Tony ontsluiert dit geheim echter en door zelf ook stiekem de bron te gebruiken kan Virginia de wedstrijd winnen. De bron blijkt eveneens Prince weer normaal te maken. Niets lijkt de terugkeer van Tony en Virginia in de weg te staan. Maar dan wordt Sally Peep, een herderinnetje, vermoord en alle vingers wijzen naar Wolf. Tony, Virginia en Prince redden hem niet alleen van de brandstapel, maar wijzen ook de ware schuldige aan: het is haar opa Wilfred Peep, die bang was dat Sally uit frustratie over het verliezen van de wedstrijd het geheim van de Peeps zou verklappen.
Nu raken ze de spiegel alweer kwijt. Een boer verkoopt hem in Kissing Town, waar hij op het punt staat geveild te worden. Omdat de kunstkenners hebben ontdekt dat spiegel magisch is, bedraagt de biedprijs 5,000 goudstukken. Tony en Wolf proberen in het casino geld bij elkaar te winnen om zo de spiegel te kopen. Ze weten 5,000 goudstukken te winnen, wat genoeg is om te bieden maar onvoldoende om te kopen, daar de Jager 10,000 goudstukken biedt en de spiegel koopt. Wolf heeft weliswaar de jackpot van 10,000 goudstukken gewonnen, maar geeft het allemaal uit aan een romantische middag en zingende verlovingsring voor Virginia. Wanneer ze zich realiseert hoe duur dit alles is en dat ze met Wolfs geld de Jager had kunnen overbieden, loopt ze woedend weg. Wolf gooit de ring boos in de beek waar deze door een vis wordt opgegeten. Wanneer de koningin opnieuw in de waterspiegel verschijnt, belooft hij haar trouw.
De Jager probeert inmiddels de spiegel te ruilen voor Prince. Hoewel Tony de spiegel weet te stelen, laat hij hem per ongeluk vallen. De spiegel is kapot en hij heeft zeven jaar ongeluk omdat hij een spiegel gebroken heeft.
Inmiddels ontsnapt de als prins vermomde hond, en weigert Relish nog steeds naar de koningin te luisteren. Ze weet de prins echter weer gevangen te nemen en de trollenkoning te vergiftigen. Nu de hond zich redelijk als mens weet te gedragen (hoewel hij soms terugvalt in zijn hondse gewoontes), neemt hij met de koningin zijn intrek in Wendels slot. De hofhouding is dolblij wanneer de trollendreiging verdwenen en de prins terug is, maar achter de schermen regeert de koningin het kasteel met ijzeren vuist.
Tony vindt op de achterkant van de spiegel een tekst en weet nu waar de spiegel is gemaakt. Ze gaan naar de dwergen in hun mijn onder de Drakenberg, en horen daar dat er nog een spiegel is die hen terug kan brengen naar New York. Deze spiegel is in het bezit van de koningin. Virginia ontmoet de geest van Sneeuwwitje in een ijsgrot, ze wordt gewaarschuwd dat ze is voorbestemd de Negen Koninkrijken te redden. De geest geeft Virginia een eigen spiegel, verbreekt Tony's vloek, en neemt afscheid. Net op tijd weet Virginia haar vader te redden van de Jager. Ook de trollenkinderen zijn inmiddels weer normaal en hebben zich bij de Jager aangesloten, omdat de koningin hen heeft verteld dat Virginia hun vader heeft gedood.
Virginia en Tony gaan terug naar het Vierde Koninkrijk. Prince wordt gevangengenomen en naar de koningin gebracht. Virginia gebruikt haar spiegel om de koningin te zien en Tony herkent zijn vrouw Christine. De koningin is de moeder van Virginia, die haar lang geleden in de steek heeft gelaten. Ze is naar de Negen Koninkrijken gebracht om de opvolger van de boze heks uit Sneeuwwitje te worden. Wolf komt terug naar Virginia en Tony en ze gaan samen naar het kasteel van de koningin.
Tony vertelt dat de moeder van Virginia geestelijk niet spoort. Dat ze openlijk vreemdging met andere mannen was tot daaraan toe, maar op een avond probeerde ze Virginia in bad te verdrinken. Dit was de avond waarop ze verdween. Tony vertelde Virginia dat ze 'in Miami' was, maar in werkelijkheid was ze weggelopen in niet meer teruggekomen. In Central Park was ze door de boze heks uit Sneeuwwitje met behulp van een magische spiegel naar de Negen Koninkrijken gehaald om haar opvolger te worden en wraak te nemen op Sneeuwwitjes afstammelingen.
Tony en Virginia worden gevangengenomen en Wolf blijkt hen naar de koningin te hebben gebracht. Bovendien vergiftigt Wolf de drankjes van de gasten voor Wendells kroningsceremonie. Het blijkt dat de koningin alle staatshoofden van de Negen Koninkrijken wil doden zodat ze alleenheerseres over alle Negen Koninkrijken kan worden. De gasten vallen inderdaad allemaal neer. Tony en Virginia ontsnappen, maar terwijl Tony de trollenkinderen tegenhoudt wordt Virginia door de Jager gevangengenomen.
Virginia doodt de koningin om zichzelf te beschermen, ze gebruikt de vergiftigde kam uit Sneeuwwitje. Wolf werpt zich inmiddels op de Jager die Virginia probeert te doden met zijn magische kruisboog, en de Jager komt om door zijn eigen wapen. De gasten komen allemaal bij aangezien Wolf stiekem het vergif voor slaappoeder had verwisseld. Prince verwisselt weer van lichaam met de hond en prins Wendell is zichzelf weer en kan tot koning worden gekroond. De trollen krijgen vergiffenis en mogen naar hun eigen koninkrijk terugkeren. Tijdens een maaltijd blijkt de zingende ring in de vis te zitten en hiermee wordt de garantie van ´levenslang geluk´ die bij de ring zat vervuld. 
Ze gaat samen met Wolf terug naar haar eigen wereld, ze weet inmiddels dat ze zwanger is van hem. Tony blijft in de Negen Koninkrijken achter om daar een industriële revolutie te beginnen zodat Wendell met de wonderen der techniek kennis kan maken.

## Rolverdeling
| Acteur             | Personage                    |
| ------------------ | ---------------------------- |
| Kimberly Williams  | Virginia Lewis               |
| John Larroquette   | Anthony "Tony" Lewis         |
| Scott Cohen        | Wolf                         |
| Dianne Wiest       | De slechte koningin          |
| Camryn Manheim     | Sneeuwwitje                  |
| Ann-Margret        | koningin Assepoester         |
| Ed O'Neill         | Relish de trollenkoning      |
| Rutger Hauer       | de jager                     |
| Dawnn Lewis        | Blabberwort de trol          |
| Hugh O'Gorman      | Burly de trol                |
| Jeremiah Birkett   | Blue Bell de troll           |
| Daniel Lapaine     | prins Wendell                |
| Warwick Davis      | Acorn                        |
| Jimmy Nail         | Clayface                     |
| Kim Thomson        | koningin Roodkapje de derde  |
| Lucy Whybrow       | Leaf Fall, de elvenkoningin  |
| Christopher Crooks | de elvenkoning               |
| Timothy Bateson    | de tandenfee                 |
| Eve Paerce         | de zigeuner koningin         |
| James Cosmo        | Juliet, de blinde bosbewoner |
| John Shrapnel      | de gevangenisbewaarder       |
| Robert Hardy       | kanselier Griswold           |
| Aden Gillett       | burggraaf Lansky             |
| William Osborne    | heer Rupert                  |
| Jeffrey Wickham    | Giles                        |
| Arthur Cox         | burgemeester van Beantown    |
| Peter Vaughan      | Wilfred Peep                 |
| Lucy Punch         | Sally Peep                   |
| Gabrielle Lloyd    | Barbara Peep                 |
| Natasha Collins    | Berry Peep                   |
| Craig Purnell      | Filbert Peep                 |
| Edward Woodall     | Fairfax Peep                 |
| Calum MacPherson   | de dorpsgek                  |
| Liz May Brice      | Mary Ramley                  |
| Moira Lister       | Grootmoeder                  |

## Prijzen en nominaties
Prijzen (2000)
- De Emmy voor Beste Opening (Timothy Webber)